# Patrice Esnault
Pour les articles homonymes, voir Esnault.
Patrice Esnault, né le 12 juin 1961 à Orléans, est un coureur cycliste français. Professionnel de 1985 à 1994, il a notamment remporté le Grand Prix du Midi libre en 1987 et une étape du Tour d'Espagne 1990.

## Palmarès

### Carrière amateur
- 1981
  - 2e du championnat de l'Orléanais sur route
  - 3e du Tour du Loiret
  - 3e du championnat de France des comités
- 1982
  - 3e du championnat de France des comités
  - 3e du Chrono des Herbiers
- 1983
  - Tour du Loiret :
    - Classement général
    - Une étape

  - 2e du Chrono des Herbiers
- 1984
  - Grand Prix des Flandres françaises
  - Grand Prix des Marbriers
  - Flèche d'or européenne (avec Bruno Huger)
  - Chrono des Herbiers
  - Chrono Madeleinois
  - 2e du Grand Prix de France
  - 3e du Grand Prix des Foires d'Orval

### Carrière professionnelle
- 1985
  - 1re étape du Trophée Joaquim Agostinho
- 1986
  - 4e étape du Tour méditerranéen
  - Route du Berry
  - Prix de l'Amitié :
    - Classement général
    - 2e et 4e étapes

  - 2e du Tour de la Communauté européenne
- 1987
  - Trophée du Centre (contre la montre)
  - Classement général du Grand Prix du Midi libre
  - 2e des Quatre Jours de Dunkerque
- 1988
  - 5e étape de Paris-Nice
  - Paris-Bourges :
    - Classement général
    - 1re étape

  - 3e du Grand Prix de Plouay
  - 6e du Grand Prix du Midi libre
- 1990
  - 5e étape du Tour d'Espagne
- 1992
  - Paris-Camembert

## Résultats sur les grands tours

### Tour de France
5 participations
- 1986 : hors délais (6e étape)
- 1987 : abandon (19e étape)
- 1988 : 78e
- 1991 : 28e
- 1993 : 119e

### Tour d'Espagne
4 participations
- 1985 : abandon (10e étape)
- 1989 : 59e
- 1990 : abandon (9e étape), vainqueur de la 5e étape
- 1991 : 98e